# Saint-Hilaire-au-Temple
Saint-Hilaire-au-Temple ist eine ehemalige französische Gemeinde mit 304 Einwohnern (Stand: 1. Januar 2022) im Département Marne in der Region Grand Est (vor 2016: Champagne-Ardenne). Sie gehörte zum Arrondissement Châlons-en-Champagne.
Der Erlass des Präfekten vom 26. September 2024 legte mit Wirkung zum 1. Januar 2025 die Eingliederung von Saint-Hilaire-au-Temple als Commune déléguée zusammen mit der früheren Gemeinde Dampierre-au-Temple zur Commune nouvelle La Neuville-au-Temple fest. Der Name der Gemeinde wurde mit dem Erlass des Präfekten vom 30. Oktober 2024 nachträglich geändert.

## Geografie

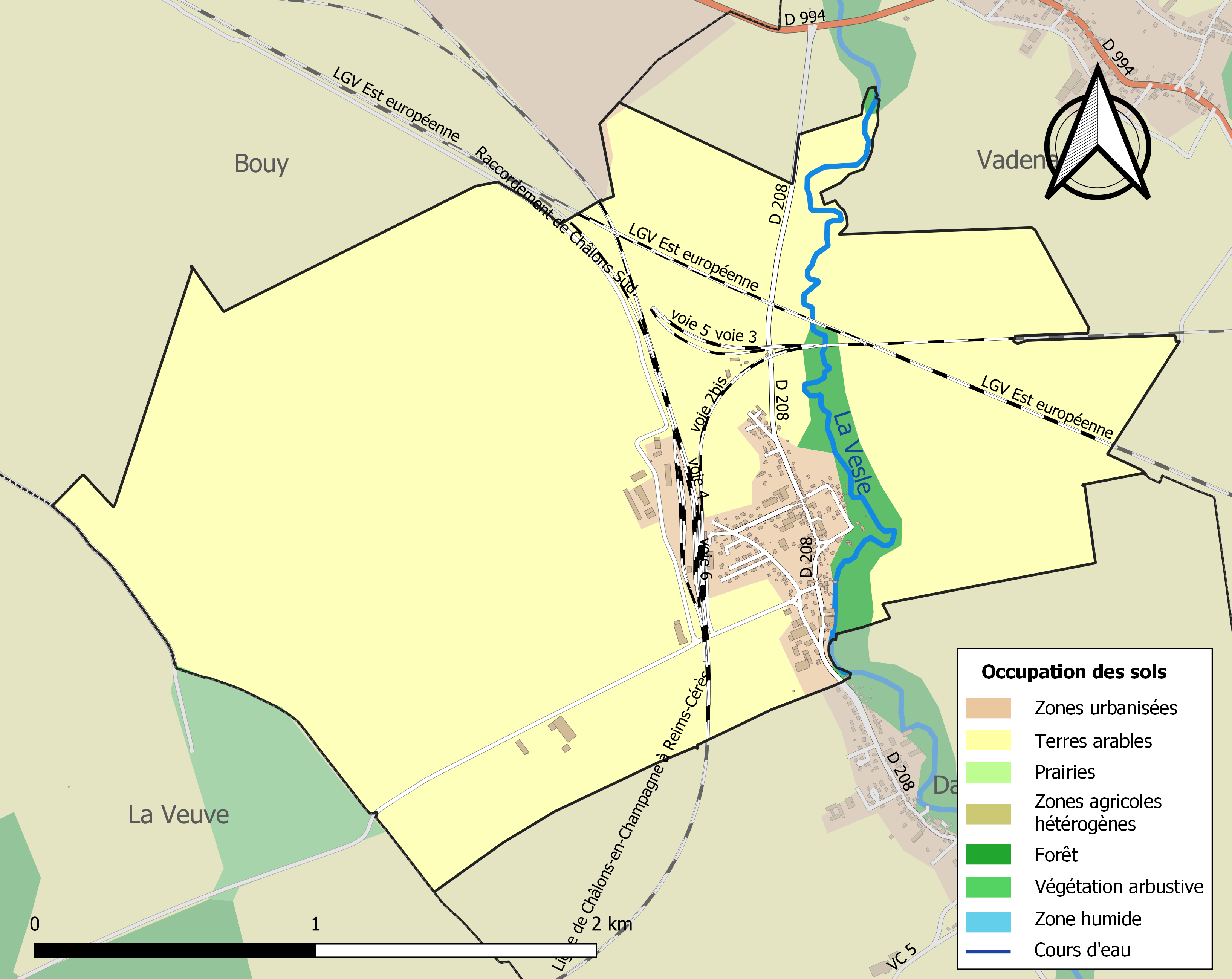
Bodennutzung, Hydrografie und Infrastruktur von Saint-Hilaire-au-Temple (2018)

Saint-Hilaire-au-Temple liegt etwa elf Kilometer nordnordöstlich von Chalons-en-Champagne und etwa 34 Kilometer südöstlich von Reims in der historischen Provinz der Champagne. Die Vesle, ein Nebenfluss der Aisne, durchquert das Ortsgebiet von Süd nach Nord. Das Zentrum liegt an der Vesle auf einer Höhe von etwa 115 m. Das Relief des Gebiets ist flach mit einer maximalen Erhebung von 151 m des isolierten Mont Gavonne im äußersten Südosten und minimal 110 m beim Austritt der Vesle im Norden aus dem Ortsgebiet.
Rund 91 % der Fläche von Saint-Hilaire-au-Temple werden landwirtschaftlich, ausschließlich als Kulturboden genutzt, rund 6 % entfallen auf bebaute Flächen, rund 3 % sind bewaldet, besonders entlang der Vesle (Stand: 2018).
Umgeben wird Saint-Hilaire-au-Temple von den Nachbargemeinden Bouy im Norden und Nordwesten und Vadenay im Norden und Osten, der Commune déléguée Dampierre-au-Temple im Süden und Südosten sowie der Nachbargemeinde La Veuve im Südwesten.

## Bevölkerungsentwicklung

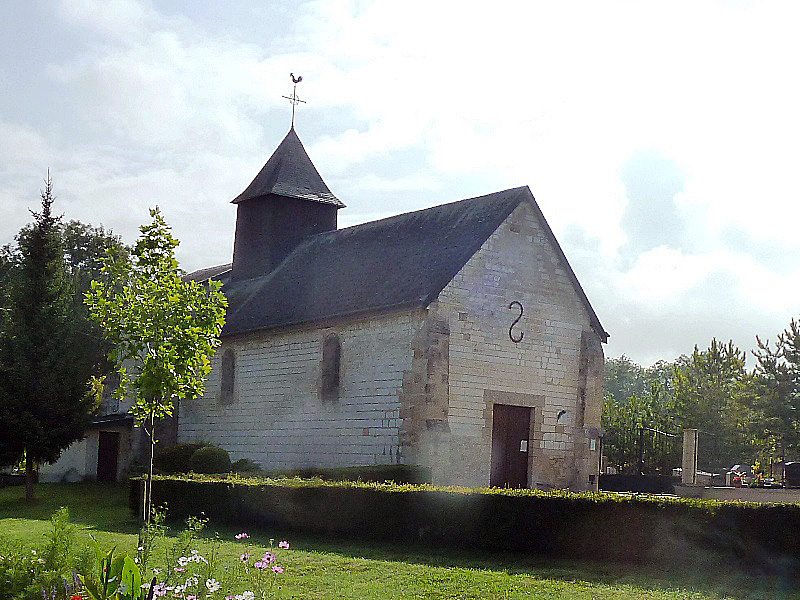
Kirche Saint-Hilaire

| Jahr                       | 1962 | 1968 | 1975 | 1982 | 1990 | 1999 | 2006 | 2013 | 2020 |
| Einwohner                  | 175  | 159  | 170  | 190  | 218  | 237  | 275  | 318  | 332  |
| Quellen: Cassini und INSEE |      |      |      |      |      |      |      |      |      |

## Sehenswürdigkeiten
- Kirche Saint-Hilaire